# Chaetodipus intermedius
Chaetodipus intermedius — вид ссавців з родини гетеромісових (Heteromyidae).

## Опис
Chaetodipus intermedius мешкає переважно у скелястих виходах у пустелях південного заходу США і Мексики, має середні розміри (довжина ~18 см, вага ~12-18 г) і веде нічний спосіб життя. Харчується переважно насінням рослин і риє невеликі нори в ґрунті поблизу або під скелями, щоб сховатися від сови, свого головного хижака. Сезон розмноження триває кілька місяців, починаючи з лютого чи березня, а розмір виводка зазвичай становить від трьох до шести малят. Як і у більшості кишенькових мишей, хвіст довший за тіло (~10 см).